# County Waterford
Waterford (irisch Port Láirge) ist ein County im Südosten der Provinz Munster in der Republik Irland.

## Geografie
Im Norden wird das County durch den Fluss Suir, im Osten durch den Waterford Harbour begrenzt. Der Westen ist geprägt von einem Berg- und Hügelland, der Osten ist eher Flachland. Die höchsten Berge sind nahezu 800 m hoch und liegen in den Knockmealdown Mountains und den Comeragh Mountains an der Grenze zum County Tipperary.

## Geschichte
Im frühen Mittelalter gehörte das Gebiet zum Königreich Leinster. 1172 wurde das Gebiet von den Anglonormannen erobert. Im 13. Jahrhundert erfolgte die Gründung der Grafschaft.
County Council und City Council von Waterford wurden 2014 auf Verwaltungsebene vereinigt, und die Stadt Waterford wurde der neue Verwaltungssitz.

## Waterford Gaeltacht
An der Südküste befindet sich noch ein kleines Gebiet, wo noch irisch gesprochen wird. Dies ist das einzige Gaeltacht im Südosten der Insel.

## Politik
Die Sitzverteilung im Waterford City and County Council nach der Kommunalwahl im Juni 2024 ist:
| Partei           | Sitze |
| ---------------- | ----- |
| Fine Gael        | 8     |
| Sinn Féin        | 7     |
| Fianna Fáil      | 5     |
| Labour Party     | 3     |
| Social Democrats | 1     |
| Unabhängige      | 8     |

Bei den Wahlen in das irische Parlament (Dáil Éireann) wurden im November 2024 in Waterford vier Abgeordnete gewählt:
| Partei      | Sitze |
| ----------- | ----- |
| Sinn Féin   | 2     |
| Fianna Fáil | 1     |
| Fine Gael   | 1     |

## Persönlichkeiten
- Thomas Francis Meagher (1823–1867), Young Irelander und später US-amerikanischer Politiker
- Richard Mulcahy (1886–1971), irischer General und Politiker
- Thaddeus Lynch (1901–1966), Politiker
- Billy Kenneally (1925–2009), Politiker
- Val Doonican (1927–2015), Sänger
- Edward Collins (1941–2019), Politiker
- Ollie Wilkinson (* 1944), Politiker
- Brian Swift (* 1952), Politiker

## Sehenswürdigkeiten
- Ardmore (Irland) Rundturm
- Ballynageeragh Portal Tomb
- Ballynamona Lower Court Tomb
- Gaulstown Portal Tomb
- Entrance Grave von Harristown
- Knockeen Portal Tomb
- Reginald’s Tower in Waterford